# Tân Lợi, Hớn Quản
Tân Lợi là một xã thuộc huyện Hớn Quản, tỉnh Bình Phước, Việt Nam.
Xã Tân Lợi có diện tích 42 km², dân số năm 1999 là 7.654 người, mật độ dân số đạt 182 người/km².